# Lijst van oorlogsmonumenten in Drimmelen
De Nederlandse gemeente Drimmelen heeft zes oorlogsmonumenten. Hieronder een overzicht.
| Nr.  | Object                               | Herdachte groep                                                                              | Ontwerper             | Onthulling      | Type            | Locatie                | Plaats        | Coördinaten                   | Foto                                 |
| ---- | ------------------------------------ | -------------------------------------------------------------------------------------------- | --------------------- | --------------- | --------------- | ---------------------- | ------------- | ----------------------------- | ------------------------------------ |
| 525  | Crossline-monument                   | verzet Nederland                                                                             | Niek van Leest(beeld) | 1948            | overig          |                        | Lage Zwaluwe  | 51° 42' 17" NB, 4° 42' 28" OL | Crossline-monument                   |
| 602  | Monument aan het voormalige raadhuis | algemeen                                                                                     | Wessel Couzijn        | 1949            | beeld/sculptuur | Nieuwstraat 2, 4921 CX | Made          | 51° 40' 38" NB, 4° 47' 34" OL | Monument aan het voormalige raadhuis |
| 607  | Pools monument                       | geallieerde militairen                                                                       | Pier van Leest        | 5 oktober 1994  | zuil            | Park, 4921             | Made          | 51° 40' 39" NB, 4° 47' 45" OL | Pools monument                       |
| 624  | Oorlogsmonument                      | algemeen                                                                                     | Jan van Gemert        |                 | reliëf          | Dorpsstraat, 4924 BE   | Drimmelen     | 51° 42' 27" NB, 4° 48' 21" OL |                                      |
| 2825 | Bevrijdingsmonument                  | burgerslachtoffers, geallieerde militairen, militairen in dienst van het Ned. Kon. 1940-1945 | Pierrot van Leest     | 5 november 1994 | gedenksteen     |                        | Hooge Zwaluwe | 51° 41' 18" NB, 4° 44' 36" OL |                                      |
| 3367 | Bruggetje van Sint Jan               | algemeen, verzet Nederland                                                                   |                       |                 | overig          |                        | Biesbosch     | 51° 45' 25" NB, 4° 47' 31" OL | Bruggetje van Sint Jan               |

Alphen-Chaam ·
Altena ·
Asten ·
Baarle-Nassau ·
Bergeijk ·
Bergen op Zoom ·
Bernheze ·
Best ·
Bladel ·
Boekel ·
Boxtel ·
Breda ·
Cranendonck ·
Deurne ·
Dongen ·
Drimmelen ·
Eersel ·
Eindhoven ·
Etten-Leur ·
Geertruidenberg ·
Geldrop-Mierlo ·
Gemert-Bakel ·
Gilze en Rijen ·
Goirle ·
Halderberge ·
Heeze-Leende ·
Helmond ·
's-Hertogenbosch ·
Heusden ·
Hilvarenbeek ·
Laarbeek ·
Land van Cuijk ·
Loon op Zand ·
Maashorst ·
Meierijstad ·
Moerdijk ·
Nuenen, Gerwen en Nederwetten ·
Oirschot ·
Oisterwijk ·
Oosterhout ·
Oss ·
Reusel-De Mierden ·
Roosendaal ·
Rucphen ·
Sint-Michielsgestel ·
Someren ·
Son en Breugel ·
Steenbergen ·
Tilburg ·
Valkenswaard ·
Veldhoven ·
Vught ·
Waalre ·
Waalwijk ·
Woensdrecht ·
Zundert